# 坎伯蘭縣 (田納西州)
坎伯蘭縣（英語：Cumberland County）是美國田納西州東部的一個縣。面積1,774平方公里。根據美國2000年人口普查，共有人口46,802人。縣治克羅斯維爾 (Crossville)。
成立於1855年11月15日，縣名來自坎伯蘭山脈。